# Pohlia silvatica
Pohlia silvatica är en bladmossart som beskrevs av Warnstorf 1915. Pohlia silvatica ingår i släktet nickmossor, och familjen Bryaceae. Inga underarter finns listade i Catalogue of Life.